# Thomas Wilmer Dewing
Thomas Wilmer Dewing (4 de maio de 1851 – 5 de novembro de 1938) foi um pintor americano que trabalhou na virada do século XX. Educado em Paris, Dewing era conhecido por suas pinturas de figuras femininas da aristocracia. Foi membro fundador dos Ten American Painters e lecionou na Liga de estudantes de Arte de Nova York. A Freer Gallery of Art, no Instituto Smithsoniano, possui uma coleção de suas obras. Ele era marido da também artista Maria Oakey Dewing.